# Aleksandar Kahvić
Aleksandar Kahvić (* 2. Januar 2004) ist ein bosnischer Fußballspieler. Der Stürmer steht seit 2024 beim Drittligisten SSV Ulm 1846 unter Vertrag, mit dem er aus der 2. Bundesliga abstieg.

## Sportlicher Werdegang

### Vereinskarriere

#### Jugendbereich
Kahvić begann seine Karriere bei Sporting AF Teslić, bevor er zu Internacional Belgrad wechselte. Dort konnte er in 16 Spielen 24 Treffer erzielen, weshalb er im Juli 2020 zum FK Roter Stern Belgrad wechselte. Kurz darauf wurde Kahvić an die U17-Mannschaft von FK Grafičar Belgrad verliehen. Am 1. August 2020 debütierte er beim 11:0-Heimsieg gegen die U17-Mannschaft von FK Mačva Šabac und traf achtmal. In der U17-Liga kam er für Grafičar in 17 Ligaspielen auf 21 Tore. Zudem spielte er zwei Spiele in der U19-Liga (zwei Tore), bevor er von seiner Leihe zurückkehrte. Für Roter Stern Belgrad kam er in der U19-Liga auf 15 Einsätze und fünf Tore. 2021 war er eines von 60 Talenten der „Next Generation“-Liste von The Guardian aus dem Jahrgang 2004.
Am 29. September 2021 debütierte Kahvić beim 1:2-Auswärtssieg gegen die irische Mannschaft St Patrick’s Athletic in der UEFA Youth League, schied jedoch mit seinem Team in der 2. Runde aus. In der U19-Liga stand er in 23 Spielen auf den Platz und traf neunmal. Die Saison 2021/22 beendete Belgrad mit der U19-Meisterschaft.
Im September 2022 wurde Kahvić mit Kaufoption von Belgrad an den israelischen Verein Maccabi Haifa verliehen. Dort kam er jedoch auch nicht in Pflichtspielen der Wettkampfmannschaft zum Einsatz, mit der Nachwuchsmannschaft trat er in der UEFA Youth League 2022/23 an und erzielte beim Ausscheiden als Gruppenletzter zwei Tore.

#### Debüt im Erwachsenenfußball und Wechsel nach Deutschland
Im Sommer 2023 wurde Kahvić an den Lokalrivalen OFK Belgrad verliehen, der in die zweitklassige Prva Liga aufgestiegen war. Beim 2:0-Auswärtssieg bei FK Sloboda Užice zum Auftakt der Spielzeit 2023/24 debütierte er im Erwachsenenbereich und erzielte direkt sein erstes Tor. Insgesamt verzeichnete er in seinen ersten vier Spielen zehn Torbeteiligungen – acht eigene Treffer sowie zwei Torvorlagen. Bis zum Ende der Leihe zum Jahresende kam er in zehn Ligaspielen zum Einsatz und hatte dabei neun Treffer erzielt. Damit war er maßgeblich daran beteiligt, das sich der Klub an der Tabellenspitze festsetzte und am Saisonende aufsteigen sollte. Roter Stern verlieh ihn unterdessen für die Rückrunde erneut, dieses Mal innerhalb der SuperLiga zum im Abstiegskampf befindlichen Ligakonkurrenten FK Železničar Pančevo. Dort setzten Nenad Mijailović sowie dessen Nachfolger Siniša Dobrašinović ihn vornehmlich als Einwechselspieler ein, in der Abstiegsrunde stand er in drei von sieben Spielen in der Startelf. Mit seinem Treffer zum 1:1-Endstand am letzten Spieltag beim FK Javor Ivanjica führte er den Klub auf einen der beiden Relegationsplätze. Dort war er beim 2:0-Rückspielsieg gegen den FK Inđija ebenfalls als Torschütze erfolgreich, nach dem 2:1-Hinspielsieg gelang damit der Klassenerhalt.
Kahvić wechselte im Sommer zurück zu OFK Belgrad. Für den Aufsteiger erzielte er in den ersten sechs Saisonspielen der Spielzeit 2024/25 fünf Tore und machte damit international auf sich aufmerksam, so dass er nur kurzzeitig beim Klub unter Vertrag stand: Am 31. August 2024 gab der deutsche Zweitligaaufsteiger SSV Ulm 1846 kurz vor Ende der Sommerwechselperiode die Verpflichtung des Stürmers bekannt. Nach einer kurze Zeit später zugezogenen Knieverletzung fiel er zunächst bis Mitte November aus, ehe er gegen Ende der Hinrunde unter Trainer Thomas Wörle als Einwechselspieler zu ersten vereinzelten Kurzeinsätzen kam. Auch nach einem Trainerwechsel zu Robert Lechleiter im März 2025 konnte er sich nicht als Stammspieler empfehlen, als der Klub den Klassenerhalt verpasste.

### Nationalmannschaft
Kahvić durchlief verschiedene Juniorenauswahl des bosnischen Fußballverbandes. Am 12. Februar 2020 debütierte er bei der 1:3-Niederlage gegen die U17-Mannschaft von Nordmazedonien für die bosnische U17-Mannschaft. Zwei Tage später fand erneut ein Spiel zwischen denselben Mannschaften statt. Das Spiel gewann Nordmazedonien erneut mit 2:3. Beide Tore für Bosnien-Herzegowina erzielte Kahvić als Joker. Am 3. August 2021 debütierte er beim 2:2 gegen die U18-Mannschaft von Rumänien für die bosnische U18-Mannschaft. Zwei Tage später fand erneut ein Spiel zwischen denselben Mannschaften statt. Das Spiel gewann Bosnien-Herzegowina mit 2:3. Beide Tore für Bosnien-Herzegowina erzielte Kahvić. Am 8. Oktober 2021 debütierte er beim 0:3-Sieg gegen die U19-Mannschaft von Serbien für die bosnische U19-Mannschaft und traf dabei einmal. Mit den Auswahlmannschaften verpasste er jeweils eine Teilnahme an einem offiziellen Turnier.
Am 3. Juni 2022 debütierte Kahvić bei der 3:0-Niederlage gegen die irische Fußballnationalmannschaft für die bosnische U21-Auswahl. Als unregelmäßiges Kadermitglied trat er mit der Mannschaft in der Qualifikation für die U-21-Europameisterschaft 2025 an, als Gruppenletzter war sie jedoch chancenlos. Dabei verpasste er verletzungsbedingt die abschließenden Gruppenspiele im Herbst 2024.

## Erfolge
Roter Stern Belgrad
- Serbischer U19-Meister: 2020/21; 2021/22